# El Debate (Filipinas)
El Debate fue un periódico filipino editado en Manila entre 1918 y 1970.

## Historia
Fue fundado en 1918 por Ramón J. Torres y Francisco Varona, como sucesor del desaparecido Consolidación Nacional. En sus primeros años estuvo dirigido por Francisco Varona y Ramón Torres, y llegó a tener una tirada cercana a los 4.500 ejemplares. Mantenía una línea editorial nacionalista e independiente, cercana a los sectores obreros. Tenía su sede en Manila y se editaba en lengua española. Para 1940 el diario tenía una tirada de 32.000 ejemplares. Subtítulado como «Único diario de Asia en español», atravesó en sus últimos años una fuerte decadencia.
Continuaría editándose por lo menos hasta 1970.